# Chiesa di San Giulio (Cassano Magnago)
La chiesa di San Giulio è un edificio religioso situato a Cassano Magnago, in  provincia di Varese e  arcidiocesi di Milano.

## Storia

### Età Preistorica e Impero Romano
Dove sorge l'ex chiesa di San Giulio sono state rinvenute le tracce di alcune palafitte risalenti all'epoca protostorica o preistorica.
Vi fu poi costruito un insediamento tardo-romano, come dimostra il ritrovamento di una sepoltura di quell'epoca.

### Età Paleocristiana
La millenaria chiesa di San Giulio, di cui si conservano le fondazioni, risale a un periodo certamente non posteriore al VI secolo, come testimoniano gli scavi archeologici. Non può quindi essere scartata l'ipotesi che possa essere ancora più antica: ciò è in sintonia con la tradizione, che vuole il luogo di culto fondato nel IV secolo proprio dal sacerdote san Giulio, che insieme al fratello diacono san Giuliano costruì un centinaio di chiese. Provenienti dall'isola greca di Egina, i due fratelli erano forniti di "ampio imperiale diploma" e furono incoraggiati nella loro opera evangelizzatrice dall'allora vescovo di Milano Sant'Ambrogio.

### Medioevo ed età moderna
La storia della chiesa si interseca inoltre con il leggendario passaggio da Cassano Magnago di Teodolinda, sovrana dei Longobardi fra il VI e il VII secolo. La regina, impietosita dalla miseria del luogo, avrebbe donato la sua corona a favore dei poveri della comunità, atto al quale si fa risalire l'origine della cosiddetta "Elemosina della Corona", un beneficio, la cui esistenza è attestata ancora nell'Ottocento, legato alla distribuzione annuale di un pane di mistura ai poveri della parrocchia di San Giulio, come già riferiscono gli atti delle visite pastorali compiute da san Carlo Borromeo nel 1570 e dal cugino Federico nel 1622.
Sulle fondazioni del più antico edificio sacro fu poi costruita, fra XV e XVI secolo, una seconda chiesa, di cui si trova una puntuale descrizione sempre nei documenti relativi alle visite di san Carlo e di Federico Borromeo, oltre che a quella del cardinale Giuseppe Pozzobonelli, venuto a Cassano Magnago nel 1750.
Alla fine del XVIII secolo la necessità di costruire una nuova chiesa si faceva sempre più urgente, come dimostra la lettera che don Giacomo Fumagalli indirizzò, nel 1790, al Real Consiglio di Governo, definendo la parrocchiale «incapace di contenere l'accresciuta popolazione e per l'antichità resa indecente, rovinosa». L'edificio non poteva più essere ingrandito: era circondato dall'oratorietto, sede della Confraternita del Santissimo Sacramento, dal piccolo camposanto, dal sagrato e dalla stretta via San Giulio.
La nuova chiesa sarebbe perciò stata costruita su un terreno retrostante, acquistato nel 1825, per iniziativa del parroco don Giovanni Battista de Vecchi, che in una lettera scritta il 20 dicembre 1828, mentre erano in corso i lavori di edificazione del nuovo tempio, e indirizzata all'ingegner Carlo Caimi, capo della Imperial Regia Direzione provinciale delle costruzioni, attestava l'insufficienza della vecchia chiesa, che «appena contiene la metà» della popolazione della parrocchia.

### Età contemporanea
L'attuale chiesa di San Giulio fu terminata nel 1846 e aperta al culto il 25 ottobre di quell'anno. Il campanile fu invece realizzato qualche decennio più tardi, nel 1880, mentre l'installazione delle campane risale al 1882. Fino ad allora, si continuò a utilizzare la torre della vecchia parrocchiale.
La chiesa presenta tre navate e sei cappelle laterali: la prima a sinistra è stata poi modificata fino a diventare l'attuale battistero. Al centro della navata centrale si innalza una cupola di diametro 4 metri e 40 centimetri.

## Arte e Architettura

### Affreschi e sculture
La nuova chiesa di San Giulio fu affrescata e decorata, su incarico del parroco don Luigi Gadda, dal pittore Eugenio Cisterna, rinomato artista romano, che lavorò nella chiesa centrale di Cassano Magnago dal 1926 al 1932, anno in cui la parrocchiale fu consacrata, il 2 ottobre, dal beato cardinale Alfredo Ildefonso Schuster, arcivescovo di Milano.
Sono visibili le scritte bianche su sfondo in rilievo azzurro: tra queste "Crux, ave, Spes unica". Tra gli affreschi più celebri del Cisterna vi è il trittico del catino absidale, che rappresenta l'Invenzione (ritrovamento) della Santa Croce: in basso a destra si notano la firma del pittore e la data del 1926. Al centro della cupola è invece raffigurata l'Esaltazione della Santa Croce. Le quattro vele sottostanti rappresentano i profeti Daniele, Isaia, Elia e Geremia. Sulla volta che sovrasta l'altar maggiore, un altro significativo affresco celebra la gloria di san Giulio.
A sorreggere la cupola ci sono quattro archi, che si appoggiano a loro volta su quattro campate a tutto sesto e su ciascuno dei quali sono presenti tre affreschi. Sull'arco tra la volta del presbiterio e la cupola sono dipinti, da sinistra, la visita di san Carlo Borromeo agli appestati, il trionfo dell'Eucaristia e sant'Ambrogio che impedisce all'imperatore Teodosio di entrare in chiesa dopo la scomunica. Tra i dipinti che abbelliscono l'arco di sinistra, davanti all'altare della Madonna del Rosario, si distingue in particolare quello raffigurante la battaglia di Lepanto, che vide la flotta cristiana sconfiggere quella turca: proprio in seguito a questo trionfo, papa san Pio V istituì infatti la festa della Madonna del Rosario, inizialmente venerata come la Beata Vergine della Vittoria, che si invocava, appunto, con la preghiera del rosario. La statua che la raffigura, collocata nella nicchia sopra l'altare a lei dedicato, è una pregevole scultura lignea del 1570, dorata nel 1616.
Tra le opere d'arte di maggior rilievo presenti nella parrocchiale, si segnala, nella nicchia in fondo alla navata laterale destra, la statua marmorea di san Giovanni Battista, scolpita nel 1752 da Domenico Scaramucci, sulla base del modello realizzato dal ben più celebre cognato, il grande artista cassanese Giovanni Battista Maino, tra i principali autori della fontana di Trevi a Roma, dove fu al servizio del papa Clemente XII, per il quale realizzò varie opere scultoree, in particolare in San Giovanni in Laterano e in San Pietro in Vaticano.
A sinistra del presbiterio, quasi in fondo alla navata, si può invece ammirare una notevole tela del 1580, opera del noto pittore milanese Ambrogio Figino: raffigura Cristo in Croce e, ai suoi piedi, la Madonna e Maria Maddalena.
Di particolare valore anche la tela ottocentesca della Crocifissione realizzata da Giovanni Monti e collocata sopra l'altare dedicato al Crocifisso, nella terza cappella, a partire dall'ingresso, della navata destra. Ai due lati del dipinto, si trovano le statue lignee, risalenti al XVII secolo, della Madonna e di san Giovanni apostolo.

### Presbiterio
Mentre in precedenza vi era l'altare rivolto verso il tabernacolo, il 31 gennaio 1964, anticipando anche il Concilio Vaticano II, fu consacrato l'altare rivolto al popolo: l'opera fu voluta dall'allora parroco don Filippo Spina, che incaricò l'architetto Claudio Maffiolini di realizzare una mensa che fosse la più semplice possibile, perché doveva essere "La Tavola". Le disposizioni in attuazione del Concilio Vaticano II, presieduto dal papa Paolo VI (con questo nome era salito al soglio pontificio Giovanni Battista Montini, venuto in San Giulio come arcivescovo di Milano nel 1959, in occasione della Gara catechistica, e nel 1963, poche settimane prima di essere eletto papa), stabilirono in seguito che l'altare avrebbe dovuto essere rivolto al popolo.
Sempre il parroco don Filippo Spina fece realizzare un secondo tabernacolo: collocato al di sopra del primo, è circondato da sei lampade votive da lui stesso appositamente portate dalla Terra Santa.
Nel 1996 venne collocato un ambone in bronzo, opera dello scultore Alberto Ceppi.

### Sagrato
Risalente al 1855, il sagrato, realizzato in ciottoli provenienti dal non lontano fiume Ticino, rappresenta al centro il sole celtico, circondato da decorazioni gialle su sfondo verde, all'interno di uno spazio suddiviso in sette bande: tra una banda e l'altra vi sono dei fori in marmo, in cui venivano inseriti dei pali utilizzati per gli addobbi in occasione delle processioni.
Sul lato sinistro del sagrato, in cima a un alto piedistallo, si trova una pregevole statua di san Giovanni Paolo II realizzata in marmo bianco di Carrara ed inaugurata il 26 ottobre 2007 dal cardinale Stanisław Dziwisz, allora arcivescovo di Cracovia e in precedenza segretario del papa polacco. La scultura, opera di Giovanni Poletti, ha un particolare valore artistico: si tratta infatti della prima opera in assoluto certificata con il marchio ufficiale DOP del marmo di Carrara.

### Campanile
Il campanile presenta un concerto in si bemolle, composto da otto campane, tutte risalenti al 1882 tranne la sesta, rifusa nel 1889.